# Marios Andoniadis
Marios Andoniadis (gr. Μάριος Αντωνιάδης, ur. 14 maja 1990 w Nikozji) – cypryjski piłkarz grający na pozycji obrońcy.

## Kariera klubowa
Andoniadis w latach 2007–2016 związany był z klubem APOEL FC. Latem 2016 przeszedł do greckiego klubu Panionios GSS. Następnie grał w takich klubach jak: AEK Larnaka, Apollon Limassol i Anorthosis Famagusta. W 2023 przeszedł do Doksy Katokopia.

## Kariera reprezentacyjna
W reprezentacji Cypru zadebiutował 14 listopada 2012 roku w towarzyskim meczu przeciwko Finlandii. Na boisku pojawił się w 87 minucie meczu.

## Sukcesy
- Mistrzostwo Cypru: 2009, 2011, 2013, 2014, 2015, 2016 (APOEL)
- Puchar Cypru: 2008, 2014, 2015 (APOEL), 2018 (AEK)
- Superpuchar Cypru: 2008, 2009, 2011 (APOEL)